# ADV/web-engineering
ADV/web-engineering co. («ADV») — одна из крупнейших российских компаний на рынке разработки и развития интернет-решений. Компания основана в 1997 году Алексеем Персиановым, создаёт интернет-решения для бизнеса, входит в топ-3 компаний на рынке. На момент 2021 года в компании работает более 120 сотрудников.
ADV/web-engineering обладает самым большим производством интернет-проектов в России. В московском офисе компании работает свыше 90 специалистов, также ADV располагает сетью сертифицированных партнеров в России и в странах СНГ.
ADV реализует решения в сфере электронной коммерции, электронных сервисов, автоматизации, мобильной разработки, технологий Machine Learning и Artificial Intelligence. Компания использует в работе рекомендации и стандарты PMBoK, PMI, ISO 10006, Agile, SCRUM, ITIL/ITSM. Каждый проект реализуется по методике, наиболее подходящей проекту и типу организации заказчика.
Компания является премиальным партнером Microsoft (статусы Silver Independent Software Vendor (ISV), Silver Midmarket Solution Provider, Silver Software Development, Silver Web Development) и обладает золотым статусом «1С-Битрикс».
ADV/web-engineering возглавляет Комиссию по веб-разработке Российской Ассоциации Электронных Коммуникаций (РАЭК), является одним из учредителей Ассоциации Интерактивных Агентств (Interactive Agency Association), а также состоит в Ассоциации Разработчиков Программного Обеспечения «Силиконовая тайга» (АРПО).

## Профиль деятельности компании
Ключевыми направлениями деятельности ADV/web-engineering co. является:
- проектирование и реализация проектов в сфере электронной коммерции;
- разработка и внедрение интегрированных омниканальных решений;
- перевод оффлайнового бизнеса в онлайновую среду;
- разработка мобильных приложений;
- запуск нетипичных сложных онлайн-сервисов, в том числе в области дистанционного обслуживания и самообслуживания клиентов (личные кабинеты);
- реализация проектов Big Data, Machine Learning и Artificial Intelligence

## Технологические платформы
ADV использует следующие технологические платформы для разработки проектов:
- 1С-Битрикс. Позволяет создавать торговые решения с функционалом электронной коммерции. С 2008 года в ADV сформирована выделенная группа Битрикс-разработки. Компания является золотом сертифицированным партнером Битрикс Архивная копия от 10 марта 2022 на Wayback Machine и одним из крупнейших партнеров вендора[5].
- Hybris Архивная копия от 30 марта 2014 на Wayback Machine. Промышленная e-commerce платформа, которая предлагает комплексное программное решение для многоканальной коммерции, позволяющее розничным продавцам, производителям и другим компаниям взаимодействовать во всех каналах сбыта: в интернет-магазине, обычном магазине, на мобильных устройствах и т. д. Занимает лидирующие позиции по версии Gartner и Forrester Research[источник не указан 3759 дней].
- Microsoft SharePoint 2010/2013/2016. Бизнес-платформа для организации совместной работы, которая позволяет объединить сотрудников и предоставить им возможности взаимодействия как в пределах предприятия, так и с партнерами и клиентами. Компания ADV/web-enginnering является премиальным партнером Microsoft (статусы Silver Independent Software Vendor (ISV), Silver Midmarket Solution Provider, Silver Software Development, Silver Web Development).

## Проекты и клиенты
С 1997 года компанией реализовано более 300 проектов, для таких клиентов как: Макдоналдс, Алроса, АФК Система, Panasonic, ТНК-BP, X5 Retail Group, Мегафон, Эльдорадо, ВТБ24, Банк Русский Стандарт, ЛУКОЙЛ, Независимость, СТС, ПроБизнесБанк, ПромСвязьБанк, КИТ Финанс, Акадо, ВТБ Капитал, re:Store, Леруа Мерлен, Media Markt, Белый Ветер Цифровой и пр. [6].
В 2012—2013 году компания реализовала ряд значимых проектов для российских и зарубежных компаний, в том числе:
- сеть интранет-порталов для Лаборатории Касперского;
- интранет-решение для ВТБ Капитал;
- сайт для проведения лотерей Победа для Министерства обороны РФ] (www.lotopobeda.ru);
- сайт эквайринговой компании Мультикарта из группы ВТБ (www.multicarta.ru);
- сервисный портал для Группы компаний Независимость (https://web.archive.org/web/20140414031205/http://www.indep.ru/);
- интранет для компании Алроса;
- система коллективной работы в Panasonic.HR;
- интранет и коммуникационный портал директоров АФК «Система»;
- публичный портал для ВТБ2 (www.vtb24.ru);
- стол заказов E5.R для X5 Retail Group (www.e5.ru);
- комплексный проект для «Рельеф-Центра»: оптовый интернет-магазин и торговая площадка для дилеров (www.relefopt.ru и www.9-18dk.ru);
- первый интернет-магазин банковских карт для Промсвязьбанка (www.mycard.psbank.ru);
- публичный портал и интранет для Финансовой Группы Лайф (www.life-group.ru);
- серию продуктовых сайтов для Банка Русский Стандарт (www.dinersclubcard.ru, www.amexblue.ru, www.daricard.ru);
- внутрикорпоративный портал для Леруа Мерлен;
- интернет-магазин для «Белый Ветер Цифровой» (www.digital.ru);
- ряд проектов для Media Markt (www.mediamarkt.ru).

Также ADV/web-engineering обеспечила региональную интернет-экспансию «Эльдорадо», вывод Макдоналдс, ЦУМ, «Магнит» в онлайн, запуск первого в России сервиса онлайн-ветеринарии Petstory.
ADV/web-engineering co. принимала участие в реализации таких российских государственных проектов как: библиотека им. Ельцина, РВК, портал государственных услуг для Правительства РФ, информационный портал Высшего Арбитражного суда. Архивная копия от 26 февраля 2014 на Wayback Machine

## Награды и положение на рынке
Среди наград компании:
- первое место «Рейтинга Рунета» в номинации «СМИ, издательства» за обновленный портал СТС[6]
- первое место «Рейтинга Рунета» в номинации «Приложение бренда» за мобильное приложение Макдоналдс и второе место за этот проект в номинации «Торговля и услуги»[7]
- первое место в номинации «Лучшее приложение для потребителя (b2c)» на конкурсе «Золотое приложение»[8] за мобильное приложение Макдоналдс
- первое место в номинации «Разработка и интеграция» конкурса «Большой Оборот»
- «Лучшее корпоративное СМИ-2013» на конкурсе Best Intranet Russia за новую версию интранет-портала Леруа Мерлен и второе место за этот проект в номинации «Best Intranet»;
- второе место «Рейтинга Рунета» в номинации «Финансы, инвестиции, банки» за проект интернет-магазина банковских карт для Промсвязьбанка www.mycard.psbank.ru;
- первое место в номинации «3 лучших интернет-магазина» на конкурсе «Золотой сайт»[8] за интернет-магазин «Белый Ветер» www.digital.ru;
- первое место в номинации «Дизайн интернет-магазина» на конкурсе «Золотой сайт» за интернет-магазин «Белый Ветер» www.digital.ru;
- первое место в номинации «Интернет-магазин оптовой торговли» на конкурсе «Золотой сайт» за оптовый интернет-магазин для «Рельеф-Центра» www.relefopt.ru;
- первое место в номинации «Инновации, сервисы и технологии» на конкурсе «Золотой сайт» за публичный портал ВТБ24 www.vtb24.ru и стол заказов E5.ru www.e5.ru;

За время существования ADV получила более 75 наград на российский конкурсах и фестивалях, включая RusianRealty Web Award, ММФР Архивная копия от 10 марта 2022 на Wayback Machine, ADCR (недоступная ссылка), Идея! Архивная копия от 7 марта 2022 на Wayback Machine, Золотой Сайт Архивная копия от 14 января 2020 на Wayback Machine, Рейтинг Рунета.
ADV входит в TOP-3 ведущих разработчиков сайтов Рунета по результатам экспертного рейтинга. Также компания входит в TOP-5 разработчиков мобильных приложений 2021 по версии Рейтинг Рунета и занимает первое место в рейтинге RUWARD в категории "Цифровая трансформация бизнеса компании: 2021" Архивная копия от 27 января 2022 на Wayback Machine